# Пуалькур-Сидне
Пуальку́р-Сидне́ (фр. Poilcourt-Sydney) — коммуна во Франции, находится в регионе Шампань — Арденны. Департамент коммуны — Арденны. Входит в состав кантона Асфельд. Округ коммуны — Ретель.
Код INSEE коммуны — 08340.
Суффикс Сидне был добавлен в название после Первой мировой войны в честь австралийского города Сиднея, оказавшего помощь в восстановлении Пуалькура.
Коммуна расположена приблизительно в 145 км к северо-востоку от Парижа, в 60 км севернее Шалон-ан-Шампани, в 60 км к юго-западу от Шарлевиль-Мезьера.

## Население
Население коммуны на 2008 год составляло 169 человек.
| 1962 | 1968 | 1975 | 1982 | 1990 | 1999 | 2008 |
| ---- | ---- | ---- | ---- | ---- | ---- | ---- |
| 170  | 174  | 165  | 155  | 150  | 150  | 169  |

## Администрация
| Период | Период | Фамилия            | Партия | Должность |
| ------ | ------ | ------------------ | ------ | --------- |
| 2001   | 2008   | Жан-Пьер Маквар    |        |           |
| 2008   |        | Эмманюэль Ван Сант |        |           |

## Экономика
В 2007 году среди 103 человек в трудоспособном возрасте (15—64 лет) 82 были экономически активными, 21 — неактивными (показатель активности — 79,6 %, в 1999 году было 63,9 %). Из 82 активных работали 75 человек (37 мужчин и 38 женщин), безработных было 7 (5 мужчин и 2 женщины). Среди 21 неактивных 6 человек были учениками или студентами, 7 — пенсионерами, 8 были неактивными по другим причинам.